# Bundfald
Pour plus de détails, voir Fiche technique et Distribution.
Bundfald est un film danois réalisé par Palle Kjærulff-Schmidt et Robert Saaskin, sorti en 1957.

## Fiche technique
- Titre : Bundfald
- Réalisation : Palle Kjærulff-Schmidt et Robert Saaskin
- Scénario : Palle Kjærulff-Schmidt
- Musique : Sven Gyldmark
- Photographie : Rudolf Frederiksen
- Montage : Wera Iwanouw
- Société de production : ASA Film
- Pays de production :  Danemark
- Genre : Policier et drame
- Durée : 86 minutes
- Date de sortie : 
  - Danemark : 23 août 1957

## Distribution
- Birgitte Price : Rosa
- Ib Mossin : Anton
- Ghita Nørby : Else
- Bent Christensen : Kaj
- Lone Hertz : Rita
- Preben Kaas : Egon

## Distinctions
Le film a reçu 2 Bodils, celui du meilleur film et celui de la meilleure musique.